# Meathole
Meathole è un album in studio del musicista breakcore canadese Venetian Snares, pubblicato nel 2005.

## Tracce
1. Aanguish – 4:42
2. Choprite – 5:39
3. Contain (feat. SKM-ETR) – 6:23
4. Aamelotasis – 5:49
5. Des Plaines – 7:12
6. Sinthasomphone – 8:40
7. Aaperture – 6:17
8. Szycag – 9:52